# Мелконянц Ольга Володимирівна
Ольга Володимирівна Мелконянц (нар. 14 березня 1984) — українська футболістка і футзалістка, захисниця. Майстер спорту України (2009). У 2011 році номінувалася на звання найкращої футболістки України, а в 2012 році на звання найкращого гравця чемпіонату України.

## Клубна кар'єра
Футболом розпочала займатися в Маріуполі завдяки брату, який брав її на тренування. 1 травня 2003 року у віці дев'ятнадцять років вона дебютувала у складі маріупольської «Азовочка» в матчі чемпіонату України проти харківського «Арсеналу» (0:14). Через короткий проміжок часу  Мелконянц стала гравцем київського «Атексу», який був аутсайдером жіночого чемпіонату України. 2006 року паралельно виступала у Вищій лізі чемпіонату України з футзалу за київський НУХТ.
2007 року футболістка перейшла в чернігівську «Легенду». Дебют у Кубку УЄФА відбувся 22 вересня 2010 року в матчі проти клубу «Росіянка» (1:3). У команді Мелконянц виступала також як капітан. Разом з «Легендою» футболістка двічі вигравала український чемпіонат і тричі ставала його срібним призером й один раз — бронзовим, одного разу вона ставала переможцем Кубка України та п'ять разів його фіналісткою. У 2013 році також стала переможцем зимової першості України.
Взимку 2014 року Мелконянц підписала контракт з білоруським «Мінськом». У складі команди вигравала чемпіонат, Кубок і Суперкубок Білорусі, а також брала участь в Кубку УЄФА. У лютому 2015 року футболістка підписала річну угоду з могильовським клубом «Надія-Дніпро». Разом з командою завоювала бронзові нагороди білоруської першості, після чого покинула команду.
На початку 2016 року футболістка повернулася на батьківщину, де приєдналася до харківського клубу «Житлобуду-1». У складі команди двічі ставала другою в чемпіонаті України і вигравала Кубок країни. 2016 року разом з командою завоювала срібні медалі зимового чемпіонату України. Влітку 2017 року став гравцем уманських «Пантер». У липні 2017 року складі команди брала участь у першому чемпіонаті України з пляжного футболу серед жінок і стала переможцем турніру.
У кінці 2017 року перейшла у футзальний клуб «Tesla» (Харків), де й дограла сезон.
2018 року повернулася до Білорусі у «Німан», з яким за обопільною згодою сторін розірвала контракт у червні 2019 року.
2019 року приєдналась до білоруського футзального клубу «Педуніверситет».

## Кар'єра в збірній
У вересні 2010 року Ольга була викликана головним тренером збірної України. Анатолій Куцев викликав футболістку на матч кваліфікації до чемпіонату світу 2011 року проти Італії. Зустріч завершилася поразкою українок з рахунком 0:3, а сама Мелконянц залишилася на лавці запасних.

## Досягнення
«Легенда»
- Чемпіонат України
  -  Чемпіон (2): 2009, 2010
  -  Срібний призер (3): 2008, 2011, 2013
  -  Бронзовий призер (1): 2007

- Кубок України
  -  Володар (1): 2009
  -  Фіналіст (5): 2007, 2008, 2010, 2011, 2013

«Мінськ»
- Чемпіонат Білорусі
  -  Чемпіон (1): 2014

- Кубок Білорусі
  -  Володар (1): 2014

- Суперкубок Білорусі
  -  Володар (1): 2014

«Надія-Дніпро»
- Чемпіонат Білорусі
  -  Бронзовий призер (1): 2015

«Житлобуд-1»
- Чемпіонат України
  -  Срібний призер (2): 2016, 2017

- Кубок України
  -  Володар (1): 2016